# Mitz (Einheit)
Das Mitz war ein orientalisches Volumen- und Ölmaß.
- 1 Mitz = 563 Pariser Kubikzoll = 11,17 Liter